# Августа Єлизавета Вюртемберзька
Августа Єлизавета Вюртемберзька (нім. Auguste Elisabeth von Württemberg, 30 жовтня 1734 — 4 червня 1787) — вюртемберзька принцеса з Вюртемберзького дому, донька герцога Вюртембергу Карла Александра та принцеси Турн-унд-Таксіс Марії Августи, дружина 4-го князя Турн-унд-Таксіс Карла Ансельма. Після численних спроб вбивства чоловіка була ув'язнена, за погодженням родини, у замку Горнберг, де провела останні роки життя.

## Біографія
Августа Єлизавета народилася 30 жовтня 1734 року у Штутгарті, новій столиці Вюртемберзького герцогства, з'явившись на світ практично на річницю вцарювання батька, герцога Карла Александра. Матір походила із князівського роду Турн-унд-Таксісів. Августа Єлизавета була наймолодшою дитиною в сім'ї та мала трьох старших братівː Карла Ойгена, Людвіга Ойгена та Фрідріха Ойгена.
Коли дівчинці було 2 роки, батько раптово помер. Матір стала регенткою при малолітньому Карлові Ойгені. До висилки Марії Августи у Геппінгенський замок у 1750 році, Августа Єлизавета жила разом з нею. Після цього її було відправлено до монастиря урсулінок у Мец.

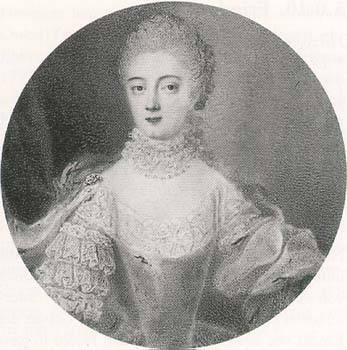
Портрет пензля невідомого майстра

У 1752 році існував проєкт її шлюбу із принцом де Бурбон-Конде, оскільки Карл Ойген прагнув переорієнтувати зовнішню політику Вюртемберга на Францію. Однак, заручини не відбулися. У травні 1753 принц узяв шлюб із Шарлоттою де Роган. Аби все ж таки скоротити витрати на сестру, Карл Ойген домовився про її шлюб із кузеном з боку матері, Карлом Ансельмом Турн-унд̠-Таксіс. Весілля відбулося 3 вересня 1753-го у Штутгарті. Нареченій було 18 років, нареченому виповнилося 20. У пари народилося восьмеро дітей. Усі діти подружжя народилися у Регенсбурзі.

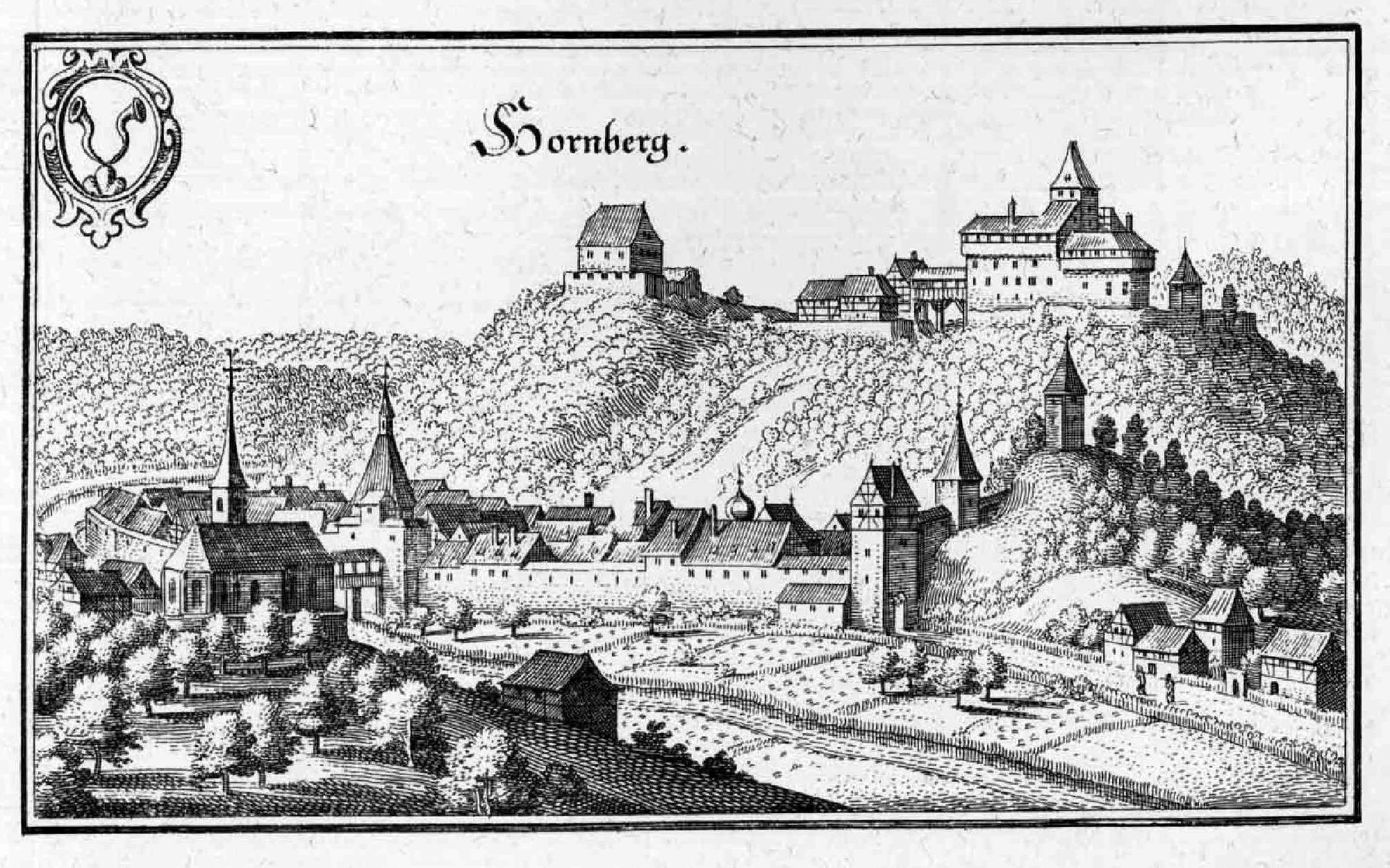
Замок Хорнберг

У 1773 році чоловік Августи успадкував титул князя Турн-унд-Таксіс. У січні 1776 року після її численних спроб самогубства та замахів на життя чоловіка, подружжя було розділене. Карл Ансельм ув'язнив Августу у замку Трудгенгофен у Дішингені. У тому ж році було оформлене розлучення. Брат після цього перевів Августу до замку Горнберг у горах Шварцвальду. Останні роки вона провела там практично ізольованою від зовнішнього світу.
Померла 4 червня 1787 року від інсульту. Похована у замковій каплиці Людвігсбурга.

## Родина
Чоловік — Карл Ансельм, князь Турн-унд-Таксіс
Дітиː
- Марія Терезія (1757—1776) — дружина князя Крафта Ернста цу Еттінген-Еттінгена та Еттінген-Валлерштайна, мали єдину доньку;
- Софія Фредеріка (1758—1800) — була тричі одруженою, мала сина від першого шлюбу;
- Франц Йоганн (1759—1760) — прожив 3 місяці;
- Генріка Кароліна (1762—1784) — дружина князя Йоганна Алоїза II Еттінген-Еттінгенського та Еттінген-Шпільберзького, мали єдиного сина, що прожив 2 роки;
- Александр Карл (19—21 квітня 1763) — прожив 2 дні;
- Фредеріка Доротея (11 вересня—10 листопада 1764) —прожила 2 місяці;
- Карл Александр (1770—1827) — 5-й князь Турн-унд-Таксіс, був одруженим із принцесою Мекленбург-Штреліцькою Терезою, мав семеро дітей;
- Фрідріх Йоганн (1772—1805) — одруженим не був, дітей не мав.

## Титули
- 30 жовтня 1734—3 вересня 1753 — Її Герцогська Світлість Герцогиня Августа Вюртемберзька;
- 3 вересня 1753—17 березня 1773 — Її Герцогська Світлість Спадкоємна Принцеса Турн-унд-Таксіс;
- 17 березня 1773–1776 — Її Герцогська Світлість Принцеса Турн-унд-Таксіс;
- 1776–4 червня 1787 — Її Герцогська Світлість Принцеса Турн-унд-Таксіс, Герцогиня Вюртемберзька.